# 錢德明
喬瑟夫-馬里·亞密歐特（1718年2月8日—1793年10月8日），漢名錢德明，法裔耶稣会传教士，在清朝乾隆帝統治時期曾到中國傳教。

## 生平
錢德明於1718年2月8日出生在法國土伦，就讀耶穌會辦的學校，1737年19歲時加入耶稣会，並在1750年到中國傳教。
錢德明於1749年陪同兩名欲返國的中國青年從歐洲出發，1750年抵達澳門，獲乾隆帝傳召，令其與另外兩名葡萄牙耶穌會傳教士到北京朝見。錢德明在1751年8月22日抵達北京接受當地主教祝福，隨後朝見皇帝。之後，錢德明定居於北京，與其他傳教士過著集體組織生活，並領導著一個叫做「天神會」的兒童組織。
1754年，錢德明發願研究中華文化，一名叫楊雅各伯的青年負責協助錢德明。在中國，他擔任法国科学院的通訊記者、乾隆帝的御用西方語言翻譯官，甚至是法國駐華使團的精神領袖。18世紀60、70年代，耶穌會遭到解散，但錢德明仍留在北京持續傳教。1793年10月8日，錢德明收到一封信，告訴他法王路易十六被處死，錢德明極度哀傷。這天早上，錢德明還為路易十六舉獻彌撒；但夜間錢德明突然中風，不治逝世。錢德明逝世時，英國馬加爾尼使團才剛離開中國兩天。他雖然沒和馬戛爾尼伯爵見面，但寫了兩封信勸他要對皇帝有耐心一些，並解釋道：「這個世界（清朝）與我們是完全相反的」。他在中國時通常使用漢名錢德明。

## 文化貢獻

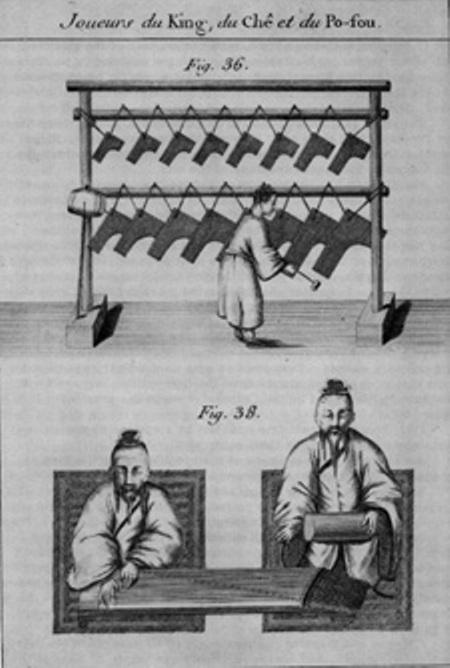
1780年出版的《中國歷史、科學與藝術回憶錄》中其中一頁。

錢德明的許多作品讓西方世界更加瞭解了遠東地區的思想與生活。他撰寫的一本滿語辭典《韃靼語－滿語－法語辭典》於1789年出版於巴黎，這是一部極有價值的作品，在此辭典出版前，滿語於歐洲可說是一種未知的語言。1772年，他將《孫子兵法》翻譯成法文，這本書在軍事史上具有重要的地位，直到138年後（1910年），完整英譯版才公諸於世。他的其他著作主要記錄在《中國歷史、科學與藝術回憶錄》（Mémoires concernant l'histoire, les sciences et les arts des Chinois，共15卷），其第12卷〈孔子傳〉（Vie de Confucius）比在華傳教士先輩們整理得更準確、完整。
錢德明曾為了給北京的官員建立印象，演奏拉莫的大鍵琴曲《Les sauvages》，這首組曲後來被放在拉莫的芭蕾歌劇《印地之愛》，他也是第一個對扯鈴做出評論的歐洲人。
錢德明和約翰·韋德更是首先把自由簧樂器傳到歐洲的歐洲人，笙的引進爆發了製作自由簧樂器的風潮，最後發明了口琴。

### 腳註
1. 1 2 3 4 5 6  費賴之. . 天主教上海教區光啟社. 1997-11: 1035–1066.
2. ↑  de Backer. . : 27.
3. 1 2  Alain Peyrefitte. . : 113.
4. ↑  Amyot, M. Alphonse. . : 19–22.
5. ↑  Christensen, Thomas. . Cambridge University Press. 1993.
6. ↑  Duckett, M. W.; ed. (1861).
7. ↑  . Naxos.com.   [2010-03-09]. （原始内容存档于2021-04-28）.
8. ↑  Henry Doktorski. . The Classical Free-Reed, Inc. 1998  [2008-03-21]. （原始内容存档于2017-07-30） （英语）.